# Elatostema rigidum
Elatostema rigidum är en nässelväxtart som beskrevs av Hugh Algernon Weddell. Elatostema rigidum ingår i släktet Elatostema och familjen nässelväxter. Inga underarter finns listade i Catalogue of Life.